# 7011 Worley
7011 Worley (1987 SK1) là một tiểu hành tinh vành đai chính được phát hiện ngày 21 tháng 9 năm 1987 bởi E. Bowell ở trạm Anderson Mesa thuộc Đài thiên văn Lowell.